# Asia Carrera
 (septembre 2023).
La mise en forme du texte ne suit pas les recommandations de Wikipédia : il faut le « wikifier ».
Les points d'amélioration suivants sont les cas les plus fréquents. Le détail des points à revoir est peut-être précisé sur la page de discussion.
- Les titres sont pré-formatés par le logiciel. Ils ne sont ni en capitales, ni en gras.
- Le texte ne doit pas être écrit en capitales (les noms de famille non plus), ni en gras, ni en italique, ni en « petit »…
- Le gras n'est utilisé que pour surligner le titre de l'article dans l'introduction, une seule fois.
- L'italique est rarement utilisé : mots en langue étrangère, titres d'œuvres, noms de bateaux, etc.
- Les citations ne sont pas en italique mais en corps de texte normal. Elles sont entourées par des guillemets français : « et ».
- Les listes à puces sont à éviter, des paragraphes rédigés étant largement préférés. Les tableaux sont à réserver à la présentation de données structurées (résultats, etc.).
- Les appels de note de bas de page (petits chiffres en exposant, introduits par l'outil «  Source ») sont à placer entre la fin de phrase et le point final[comme ça].
- Les liens internes (vers d'autres articles de Wikipédia) sont à choisir avec parcimonie. Créez des liens vers des articles approfondissant le sujet. Les termes génériques sans rapport avec le sujet sont à éviter, ainsi que les répétitions de liens vers un même terme.
- Les liens externes sont à placer uniquement dans une section « Liens externes », à la fin de l'article. Ces liens sont à choisir avec parcimonie suivant les règles définies. Si un lien sert de source à l'article, son insertion dans le texte est à faire par les notes de bas de page.
- La présentation des références doit suivre les conventions bibliographiques. Il est recommandé d'utiliser les modèles {{Ouvrage}}, {{Chapitre}}, {{Article}}, {{Lien web}} et/ou {{Bibliographie}}. Le mode d'édition visuel peut mettre en forme automatiquement les références.
- Insérer une infobox (cadre d'informations à droite) n'est pas obligatoire pour parachever la mise en page.

Pour une aide détaillée, merci de consulter Aide:Wikification.
Si vous pensez que ces points ont été résolus, vous pouvez retirer ce bandeau et améliorer la mise en forme d'un autre article.
Pour les articles homonymes, voir Carrera.
Asia Carrera, née le 6 août 1973 à New York, est une actrice pornographique américaine. Elle commence sa carrière en 1993 et l'interrompt en 2005. Elle est à l'affiche d'environ 370 films.

## Biographie
Née d'une mère allemande et d'un père japonais, elle apprend à jouer du piano durant son enfance et se produit au Carnegie Hall deux fois avant même d'avoir 15 ans. Elle a grandi à Little Silver dans le New Jersey, étudiant à Little Silver School District et à Red Bank Regional High School. Cependant, elle quitte le domicile familial à 16 ans, ne pouvant plus supporter la pression que lui faisaient subir ses parents. Elle déclare avoir un QI de 156; elle gagne un prix scolaire à l'université Rutgers et appartient au club Mensa. Elle n'est pas la seule actrice porno à en avoir été membre.
Elle se marie avec le réalisateur de films X, Bud Lee, le 27 février 1995, mais ils divorcent le 29 septembre 2003 après une longue séparation. Suivant les pratiques de l'industrie pornographique, le nom d'« Asia Carrera » est un pseudonyme utilisé pour protéger le nom légal de l'actrice. D'après certains entretiens, elle a adopté ce nom par référence à l'actrice Tia Carrere, en l'orthographiant quelque peu différemment pour des raisons légales. En espagnol, le mot carrera signifie course
Elle se décrit elle-même comme une « nerd du porno », car elle est très présente sur Internet. Elle affirme fièrement qu'elle a créé elle-même son propre site web. C'est une joueuse accro au jeu vidéo Unreal Tournament et elle s'est même créée un personnage à son effigie. Elle est également fan de la Chevrolet Corvette. Asia se marie ensuite au nutritionniste et écrivain, Don Lemmon, le 19 décembre 2003. Ils s'installent alors à Saint George (Utah, États-Unis) et ont une fille, Catalina, née le 4 mars 2005.
Le 10 juin 2006, alors qu'Asia est enceinte de leur deuxième enfant, un garçon, de presque 8 mois, Don meurt dans un accident de voiture en revenant d'un séminaire à Las Vegas. Asia, effondrée et sans source de revenus sollicite alors des dons de la part des membres de son site Internet et de ses fans. Elle accouche le 31 juillet 2006, seule chez elle (la naissance a eu lieu 11 jours avant terme). Elle nomme son bébé Donald Edward Lemmon III, en hommage à son défunt mari. Cependant, ce nom lui rappelant trop la tragédie qui l'a frappée, elle décide, en 2007, de changer le nom de son bébé qui s'appelle désormais Devin D'Artagnan Lemmon III (nom qu'elle et Don avaient choisi, le III étant dû à une erreur de l'administration dont Asia s'amuse, disant qu'elle sera « la fière maman du seul bébé en Amérique qui sera le troisième du nom sans qu'il y ait eu de premier ou de deuxième du nom avant »). Elle poste régulièrement de ses nouvelles sur son site officiel. En 2001, elle est proposée à l'AVN Hall of Fame.

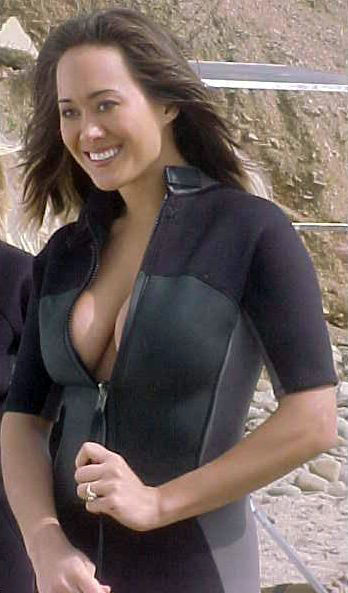
Asia Carrera en 2002.

## Carrière
Carrera a travaillé durant le début des années 1990 en tant que danseuse dans de nombreux bars de striptease dans le New Jersey. Après être parue dans un magazine pornographique, elle enregistre une cassette de démonstration en 1993. À la fin de cette année, elle part pour la Californie dans le but de rompre avec les affaires de la pornographie. Elle annonce sa retraite à la fin de l'année 2003. Elle est souvent créditée sous les noms de « Asia » ou « Jessica Bennett ».
Carrera a également participé aux scénarios, productions et directions de films et se maquillant également elle-même et aussi d'autres actrices pour le tournage des mêmes films. Comme pour la majorité des acteurs pornos, le nom « Asia Carrera » est un pseudonyme. D'après ses entrevues, elle a choisi ce nom de scène en référence à Tia Carrere, changeant l'appellation pour des raisons légales. Elle fait une petite apparition dans le film The Big Lebowski.

## Récompenses
- 1995 : AVN Award Performeuse de l'année (Female Performer of the Year)[4]
- 2000 : AVN Best Couples Sex Scene - Film for Search for the Snow Leopard
- AVN Hall of Fame

nominations
- 2000 : AVN Award nommée for Best Actress (film)

## Filmographie sélective
- 1993 : Radical Affairs 7
- 1994 : Taboo 13
- 1994 : Lipstick Lesbians 1: Massage Parlor
- 1994 : Ladies Room
- 1995 : Where the Boys Aren't 7
- 1996 : Latex and Lace
- 1996 : Deep Inside Misty Rain
- 1997 : Conquest
- 1997 : Diva 3: Pure Pink
- 1998 : Flashpoint
- 1998 : Chasin Pink 1 & 2
- 1999 : Perfect Pink 4 & 6
- 2000 : Jade Goddess
- 2001 : Goosed For 3: Bisexual Love Affair
- 2002 : I Love Lesbians 11
- 2002 : No Man's Land: Legends
- 2003 : Jenna Loves Felecia
- 2004 : Skin (série télévisée)
- 2005 : Girls Who Like Girls
- 2006 : Hot Cherry Pies 3
- 2008 : No Man's Land Coffee and Cream 2
- 2009 : More Bang For The Buckxxx 2
- 2010 : Debi Diamond: The Nasty Years
- 2012 : Legendary Lesbians